# Hilarigona crassistyla
Hilarigona crassistyla är en tvåvingeart som beskrevs av Collin 1933. Hilarigona crassistyla ingår i släktet Hilarigona och familjen dansflugor. Inga underarter finns listade i Catalogue of Life.